# Scene della vita di Bohème
Scene della vita di Bohème (titolo originale in francese Scènes de la vie de bohème) è un romanzo dello scrittore francese Henri Murger, pubblicato per la prima volta in Francia nel 1851. Il romanzo è stato tradotto anche con il titolo Scene di vita della Bohème.

## Struttura
Comunemente definito romanzo, non segue gli standard del nuovo genere letterario. Piuttosto è una raccolta di storie vagamente connesse tra loro narranti scene della vita di un gruppo bohémien, il tutto nel Quartiere latino di Parigi negli anni Quaranta dell'Ottocento. La maggior parte dei racconti fu pubblicata in origine su una rivista letteraria, Le Corsaire. Erano quasi tutte storie di stampo semi-autobiografico, con personaggi ispirati a persone reali, probabilmente conosciute dagli stessi lettori della rivista.

## Citazioni
L'opera è citata nel famoso romanzo di Arthur Conan Doyle Uno studio in rosso ed è la più probabile ispirazione per il titolo del celebre racconto Uno scandalo in Boemia.

## Adattamenti
Due opere si sono basate sul romanzo, La bohème di Giacomo Puccini e La bohème di Ruggero Leoncavallo.
Quella di Puccini divenne poi una delle opere più importanti di tutti i tempi, mettendo le basi per diverse produzioni artistiche basate sul romanzo di Murger.
- La bohème - opera di Giacomo Puccini, 1896
- La bohème - opera di Ruggero Leoncavallo, 1897
- Bohemios - zarzuela di Amadeo Vives, 1904
- La Bohème - film muto diretto da Albert Capellani, 1912
- La bohème - film muto con Alice Brady diretto da Albert Capellani, 1916
- La Bohème - film muto della Metro-Goldwyn-Mayer con interpreti Lillian Gish e John Gilbert, 1926
- Mimi - film inglese con Gertrude Lawrence, 1935
- La Vie de bohème - film francese diretto da Marcel L'Herbier, 1945
- Ultima Bohème, regia di Silverio Blasi, sceneggiato in 6 puntate (1964)
- La Bohème - film del 1965
- La Vie de Bohème - jazz album del pianista Dave Burrell, 1969
- La Bohème  - brano del cantautore francese Charles Aznavour
- La Vie de Bohème - film finlandese di Aki Kaurismäki, 1992
- Rent - musical di Jonathan Larson, 1996

## Edizioni
- Henri Murger, Scene della vita di Bohème, traduzione e prefazione di Giuseppe Paganelli, F.lli Treves, 1930.
- Henri Murger, Scene di vita della Bohème, a cura di Adriana Moreno, UTET, 1941.
- Henri Murger, Scene della vita di Bohème, traduzione di Antonio Crimi, Rizzoli, 1952.
- Henri Murger, Vita di Boheme, traduzione e introduzione di Alfredo Panzini, Mondadori, 1955.